# Diegoa picta
Diegoa picta là một loài bọ cánh cứng trong họ Melandryidae. Loài này được Fairmaire miêu tả khoa học năm 1899.